# Araneus shunhuangensis
Araneus shunhuangensis este o specie de păianjeni din genul Araneus, familia Araneidae, descrisă de Yin et al., 1990. Conform Catalogue of Life specia Araneus shunhuangensis nu are subspecii cunoscute.